# Chondracanthus theragrae
Chondracanthus theragrae – gatunek morskiego, pasożytniczego widłonoga z rodziny Chondracanthidae. Jako pierwszy opisał go w 1939 roku japoński zoolog-parazytolog Satyu Yamaguti.